# Richard Madden
Richard Madden (Elderslie, 18 giugno 1986) è un attore scozzese.
Attivo principalmente sul grande e sul piccolo schermo oltre che in teatro, è particolarmente noto per aver interpretato Robb Stark nella serie televisiva Il Trono di Spade, il principe Kit nel film live action di Cenerentola, Cosimo de' Medici nella serie televisiva I Medici e Ikaris nel film del Marvel Cinematic Universe Eternals. Nel 2019 ha vinto il Golden Globe per il miglior attore in una serie drammatica e un National Television Award nella medesima categoria, ottenendo anche una candidatura ai Critics' Choice Awards, per il suo ruolo nella serie televisiva britannica Bodyguard. Nel 2023 è protagonista della serie thriller di Prime Video Citadel.

## Biografia

### Infanzia e formazione
È nato nella città scozzese di Elderslie, in Renfrewshire, come secondo di tre figli; suo padre, Richard, era un vigile del fuoco mentre la madre, Patricia, un'insegnante di scuola primaria ed è cresciuto insieme alle due sorelle Cara e Lauren. Da giovane era in sovrappeso ed era spesso preso di mira dai bulli. Per superare la propria timidezza iniziò all'età di 11 anni un corso di recitazione presso il Paisley Arts Centre col PACE Youth Theatre.

### Carriera
Tra i suoi primi ruoli vi furono l'interpretazione del piccolo Andy nell'adattamento cinematografico di Complicità, romanzo scritto da Iain Banks, e nella serie televisiva Barmy Aunt Boomerang, andata in onda su CBBC tra il 1999 e il 2000, per cui girò sei episodi al fianco di Toyah Willcox nei panni di Sebastian Simpkins. Negli anni successivi Madden attribuì il suo difficile rapporto con alcuni compagni di scuola anche al suo ruolo in Complicity, nel quale interpretava un bambino vittima di un abuso sessuale in un bosco.

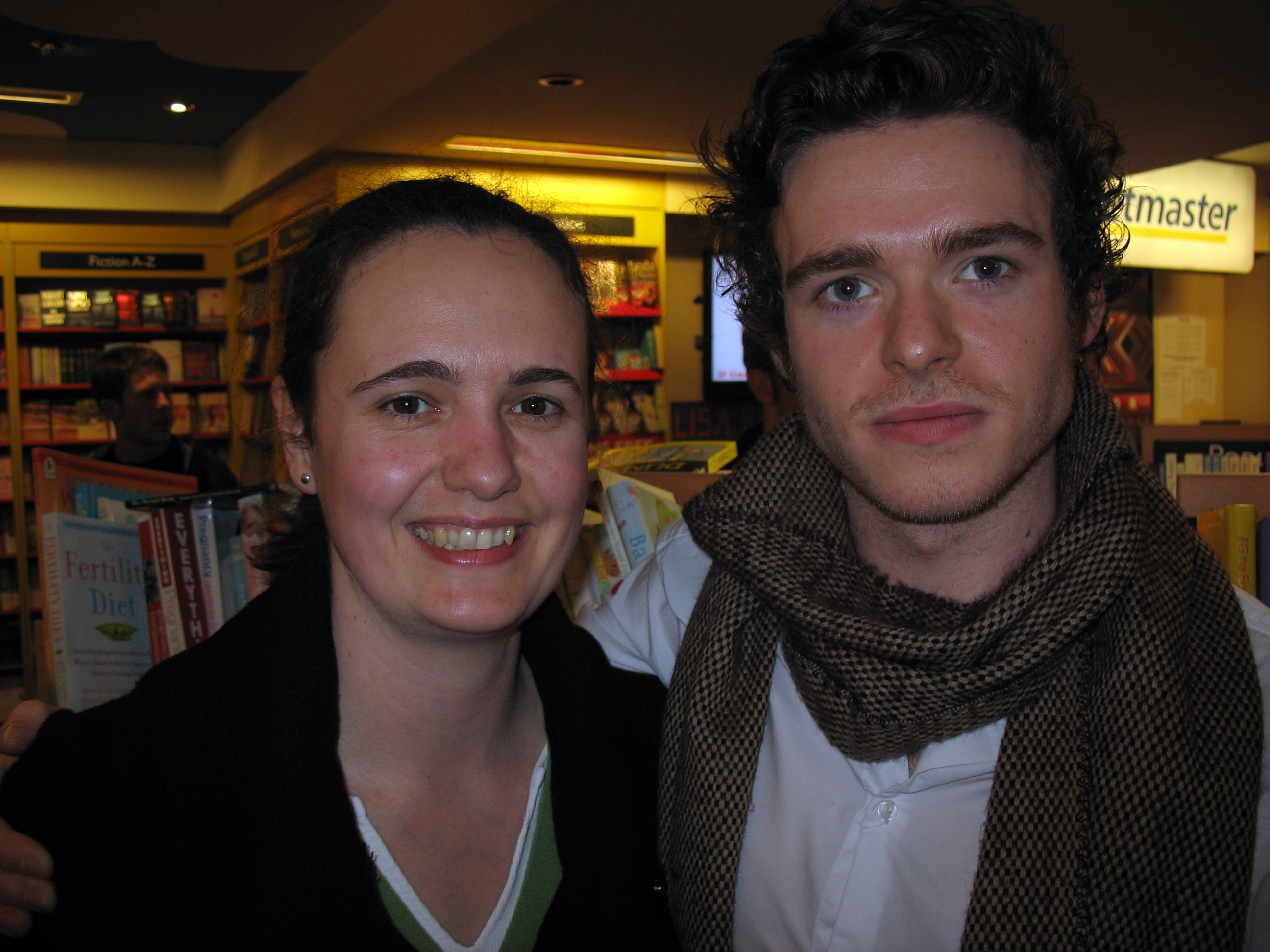
Richard Madden con la scrittrice JacMac30 nel 2009

Successivamente scelse di iscriversi alla Royal Scottish Academy of Music and Drama di Glasgow, diplomandosi nel 2007. Contestualmente ha lavorato con diverse compagnie teatrali e ha recitato in Tom Fool di Franz Xaver Kroetz al Citizens Theatre di Glasgow: in seguito alle recensioni positive conseguite la produzione si spostò a Londra dove Madden fu scoperto da una compagnia dello Shakespeare's Globe, che gli offrì la possibilità di vestire i panni di Romeo nella celebre tragedia shakespeariana Romeo e Giulietta, rappresentata prima nel celebre teatro londinese e seguita poi da diverse repliche all'aperto nel corso dell'estate 2007. Sulle colonne del The Stage la sua interpretazione è stata definita "fortemente di Glasgow" e "infantile".
Sempre tra il 2007 e il 2008 recitò nel ruolo del giovane Callum McGregor nel riadattamento teatrale del romanzo Il bianco e il nero di Malorie Blackman, diretto da Dominic Cooke e prodotto dalla Royal Shakespeare Company, mentre nel 2009 ha recitato nel riadattamento teatrale del romanzo di Andrew O'Hagan Be Near Me, prodotto dal National Theatre of Scotland. In ambito teatrale Madden ha ricevuto recensioni generalmente positive: il riadattamento di Be Near Me è stato giudicato positivamente da Benedict Nightingale del Times mentre Susan Mainsfield dello Scotsman ha sottolineato come sia stato capace di attirare l'attenzione della critica, riportando inoltre le recensioni positive pubblicate dal Daily Telegraph e dall'Observer. Sempre nel 2009 ottenne il ruolo di Dean McKenzie nella serie televisiva prodotta e trasmessa da BBC Hope Springs cui seguirono il ruolo di Ripley nel film I segreti della mente e del cantante Kirk Brandon in Worried About the Boy.

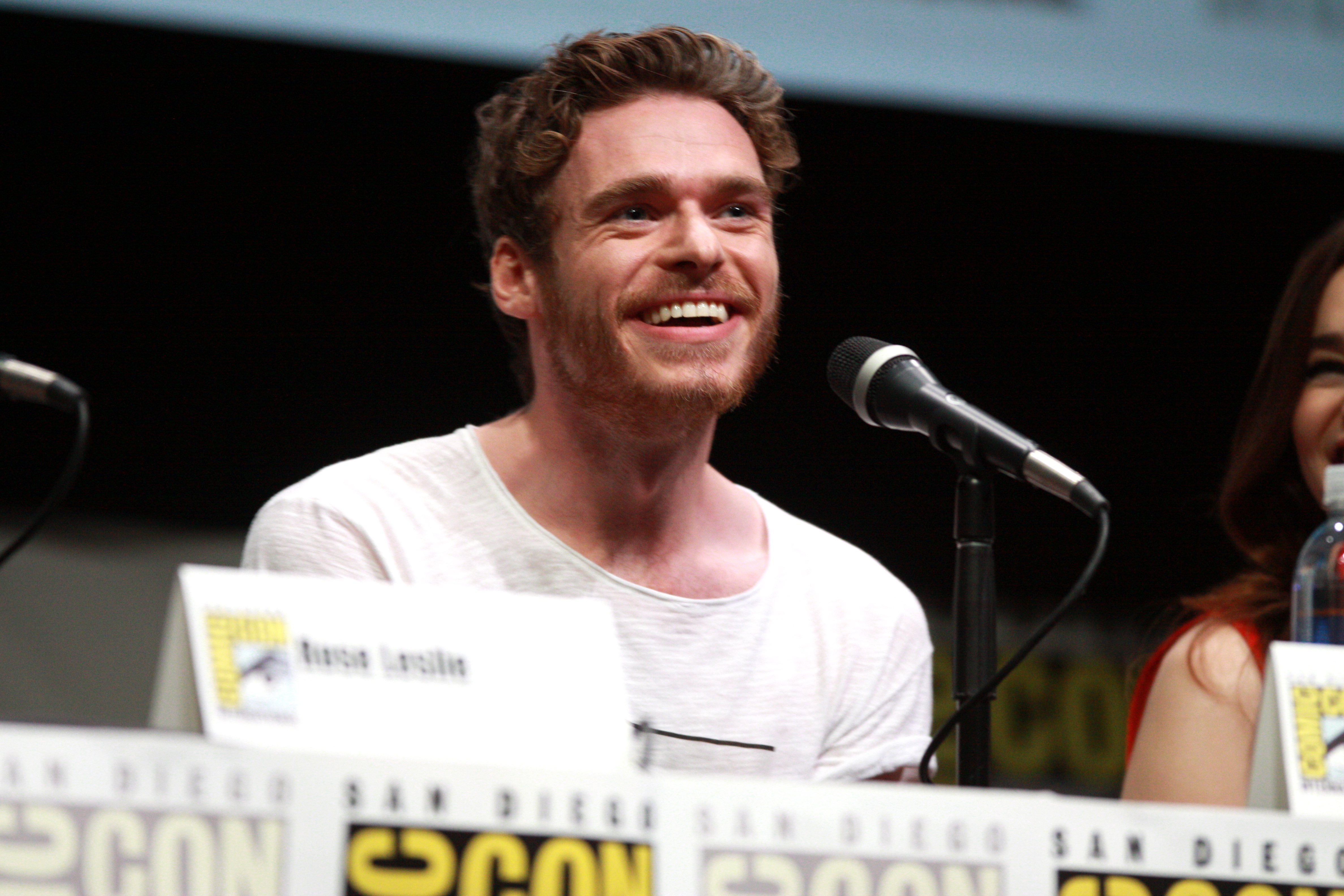
Richard Madden al San Diego Comic-Con International del 2013 per la premiere de Il Trono di Spade

Nel 2011 entrò a far parte del cast della serie HBO Il Trono di Spade, tratta dalla saga di romanzi Cronache del ghiaccio e del fuoco di George R. R. Martin, vestendo i panni di Robb Stark nelle prime tre stagioni della celebre produzione televisiva. Come parte del cast ha ricevuto due nomination, nel 2012 e nel 2014, agli Screen Actors Guild Awards nella categoria di miglior cast in una serie drammatica. Nello stesso periodo è apparso in Sirens e Birdsong, prodotte rispettivamente da Channel 4 e BBC, mentre nel 2014 ha vestito i panni del cercatore d'oro Bill Haskell nella miniserie televisiva di Discovery Channel Klondike.
Sulla scia del successo ottenuto con Il Trono di Spade fu scelto per interpretare il principe azzurro nel live action di Walt Disney Pictures Cenerentola. In un'intervista con il giornale on-line BuzzFeed News ha rivelato di esser riuscito a superare la propria "paura" di interpretare un personaggio così noto riconoscendo che dall'omonimo film d'animazione del 1950 non emergevano molte informazioni su di lui, consentendogli di "ricreare e rendere reale" il personaggio. Il film, uscito nelle sale cinematografiche nel 2015, ricevette un ampio successo sia al botteghino, incassando oltre 542 milioni di dollari, che nella critica.
L'anno successivo tornò a teatro per vestire nuovamente i panni di Romeo in una rappresentazione presso il Garrick Theatre di Londra, rincontrando Kenneth Branagh e Lily James, rispettivamente regista e protagonista di Cinderella. Michael Billington per The Guardian ha elogiato la sua interpretazione della "lotta contro il fato" di Romeo mentre Matt Trueman, di Variety, ha criticato aspramente i suoi monologhi, definendoli "piatti e rigidi". Nel luglio 2016 dovette, tuttavia, lasciare la produzione a causa, probabilmente, di un ferimento all'anca. Nello stesso anno ottiene il ruolo di Cosimo de' Medici nella serie televisiva anglo-italiana di grande successo I Medici.
Nel 2018 è protagonista della serie televisiva britannica, prodotta da Netflix, Bodyguard, nella quale interpreta il sergente David Budd. La serie ha ottenuto molto successo nel Regno Unito, segnando con l'ultimo episodio della prima stagione, andato in onda su BBC One il 23 settembre 2018, il record di ascolti negli ultimi dieci anni. Per la sua interpretazione ha vinto il Golden Globe, un National Television Award e la Ninfa d'oro al Festival della televisione di Monte Carlo come miglior attore in una serie drammatica e, nella medesima categoria, ha ottenuto anche una candidatura ai Critics' Choice Awards 2019. Nel corso dell'anno è stato nominato come possibile erede di Daniel Craig nel celebre ruolo di James Bond.
Nel 2019 è protagonista insieme a Taron Egerton e Jamie Bell del biopic Rocketman, film basato sulla vita Elton John, dove interpreta il manager musicale John Reid. Nel 2021 fa il suo ingresso nel Marvel Cinematic Universe come interprete di Ikaris nel film Eternals.
Nel 2023 Madden è protagonista, insieme a Priyanka Chopra, nella serie TV thriller di grande successo Citadel, distribuita su Amazon Prime Video. Nello stesso anno recita in Killer Heat, un thriller diretto da Philippe Lacôte.

## Vita privata
È affetto da una leggera forma di poliosi, una malattia dermatologica ereditaria che, nel suo caso, risulta nella canizie prematura di un ciuffo di capelli, reso bianco dalla carenza di melanina.
Dal 2012 all'inizio del 2015 ha avuto una relazione con l'attrice Jenna Coleman, con cui aveva anche pianificato di sposarsi. Dal 2017 alla fine del 2018 ha avuto una relazione con l'attrice Ellie Bamber.
Da maggio 2019, vive tra Londra e Los Angeles.

## Filmografia

### Attore

#### Cinema
- Complicity, regia di Gavin Millar (2000)
- I segreti della mente (Chatroom), regia di Hideo Nakata (2010)
- Una promessa (A Promise), regia di Patrice Leconte (2013)
- Cenerentola (Cinderella), regia di Kenneth Branagh (2015)
- Bastille Day - Il colpo del secolo (Bastille Day), regia di James Watkins (2016)
- Ibiza, regia di Alex Richanbach (2018)
- Rocketman, regia di Dexter Fletcher (2019)
- 1917, regia di Sam Mendes (2019)
- Eternals, regia di Chloé Zhao (2021)
- Killer Heat, regia di Philippe Lacote (2023)

#### Televisione
- Barmy Aunt Boomerang – serie TV, 20 episodi (1999-2000)
- Taggart – serie TV, episodio 18x03 (2002)
- Hope Springs – serie TV, 8 episodi (2009)
- Worried About the Boy, regia di Julian Jarrold – film TV (2010)
- Il Trono di Spade (Game of Thrones) – serie TV, 21 episodi (2011-2013)
- Sirens – serie TV, 6 episodi (2011)
- Birdsong, regia di Philip Martin – miniserie TV, 2 episodi (2012)
- Klondike – miniserie TV, 3 puntate (2014)
- L'amante di Lady Chatterley (Lady Chatterley's Lover), regia di Jed Mercurio – film TV (2015)
- I Medici (Medici: Masters of Florence) – serie TV, 8 episodi (2016)
- Oasis, regia di Kevin Macdonald – film TV (2017)
- Philip K. Dick's Electric Dreams – serie TV, episodio 1x05 (2017)
- Bodyguard – serie TV, 6 episodi (2018)
- Citadel – serie TV (2023-in corso)

### Doppiatore
- Castlevania: Lords of Shadow 2 − videogioco (2014)

## Teatro
- I Confess, di Christina Pickworth, regia di Andy Arnold. Arches Theatre Company di Glasgow (2005)
- Il racconto d'inverno, di William Shakespeare, regia di Gordon Barr. Glasgow Repertory Company di Glasgow (2006)
- Tom Fool, di Franz Xaver Kroetz, regia di Clair Lizzimore. Citizens Theatre di Glasgow (2006) e Bush Theatre di Londra (2007)
- Romeo e Giulietta, di William Shakespeare, regia di Ed Rick. Shakespeare's Globe di Londra (2007)
- Noughts & Crosses, adattamento e regia di Dominic Cooke. Royal Shakespeare Company, tour britannico (2008)
- Be Near Me, di Ian McDiarmid, regia di John Tiffany. National Theatre of Scotland di Glasgow e Donmar Warehouse di Londra (2009)
- Romeo e Giulietta, di William Shakespeare, regia di Kenneth Branagh. Garrick Theatre di Londra (2016)

## Riconoscimenti
- Golden Globe
  - 2019 – Miglior attore in una serie drammatica per Bodyguard[23]
- BAFTA Scotland Awards
  - 2019 – Candidatura come miglior attore in una serie televisiva per Bodyguard[35]
- Critics' Choice Awards
  - 2019 – Candidatura come miglior attore in una serie drammatica per Bodyguard[25]
- National Television Awards
  - 2019 – Miglior attore in una serie drammatica per Bodyguard[1]
- Festival della televisione di Monte Carlo
  - 2019 – Miglior attore in una serie drammatica per Bodyguard[24]
- Screen Actors Guild Award
  - 2012 – Candidatura come parte del miglior cast in una serie drammatica per Il Trono di Spade
  - 2014 – Candidatura come parte del miglior cast in una serie drammatica per Il Trono di Spade

## Doppiatori italiani
Nelle versioni in italiano delle opere in cui ha recitato, Richard Madden è stato doppiato da:
- Edoardo Stoppacciaro ne Il Trono di Spade, L'amante di Lady Chatterley, Ibiza, Bodyguard, Rocketman, 1917, Eternals
- Simone D'Andrea ne Una promessa, Klondike, Citadel
- Sacha De Toni in I segreti della mente
- Andrea Mete in Cenerentola
- Marco Vivio in Bastille Day - Il colpo del secolo
- Lino Guanciale ne I Medici
- Emanuele Ruzza in Philip K. Dick's Electric Dreams